# La Oroya
La Oroya ist die Provinzhauptstadt von Yauli in der Verwaltungsregion Junín in Zentral-Peru. Die Stadt liegt im gleichnamigen Distrikt La Oroya. 

## Geographische Lage
La Oroya liegt an der Einmündung des Río Yauli in den Oberlauf des Río Mantaro. Die peruanische Zentralkordillere erhebt sich östlich der Stadt. La Oroya liegt auf einer Höhe von 3745 m, etwa 140 Kilometer ostnordöstlich von Lima.

## Bevölkerung
Die Einwohnerzahl lag 2017 bei 11.425. 10 Jahre zuvor betrug sie noch 15.751.

## Etymologie
Der lokalen Tradition zufolge stammt der Name „La Oroya“ von einer Art Hängebrücke über den Río Mantaro. Will man diese Hängebrücke überqueren, nimmt man seine Habseligkeiten am einfachsten in einer Art Korb mit. Diese Körbe, welche in der Gegend benutzt werden, nennt man „Oroyas“.

## Bergbau und Verhüttung
Die Stadt gilt als das Bergbau-Zentrum von Peru. Das Gestein um die Stadt ist durchsetzt mit Blei, Kupfer, Zink und Silber. Der US-Bergbaukonzern Doe Run Company räumte in Peru jährlich etwa 600.000 Tonnen des Gesteins aus den Bergen, aus denen jeweils etwa 55.000 Tonnen Metalle mit Schwefelsäure ausgewaschen werden.
Bereits seit 1922 wird in La Oroya Kupfer abgebaut, die Bleiproduktion begann im Jahre 1928 und die Zinkgewinnung 1952. Seit 1950 wurden auch Gold und Silber gefunden, außerdem gibt es eine große Menge an wertvollen Nebenprodukten. Ab 1997 betrieb Doe Run das Bergwerk. Im Jahre 2012 stellte Doe Run den Betrieb der Verhüttungsanlagen (complejo metalúrgico) in La Oroya ein. Doe Run hat seither vergeblich versucht, die Anlage zu verkaufen.
Im Jahre 2018 bemühten sich die entlassenen Bergleute und Hüttenarbeiter mit Unterstützung ihrer Gewerkschaft, die Verhüttungsanlagen zu erwerben und die Produktion wieder anzufahren. Doch auch dieser Plan ließ sich nicht verwirklichen.

## Umweltverschmutzung
Die Abwässer der Hütten waren mit Schwermetallen belastet, die Abgase schwefelhaltig, mit Blei, Arsen und Cadmium angereichert. Niederschläge bilden hier in erheblichem Umfang sauren Regen, der die potentiellen Anbauflächen rund um die Stadt genauso wie den Río Mantaro belastet, wo auch die Trinkwasserquellen der Hauptstadt entspringen. Laut einer Studie der Universität San Luis (Missouri, USA) im Auftrag der Weltgesundheitsorganisation hatten 7 von 10 untersuchten Kindern 20 bis 40 µg Blei pro Deziliter im Blut. Asthma, Bronchialerkrankungen sowie Nieren- und Nervenleiden sind in der Einwohnerschaft weit verbreitet. La Oroya wurde im Oktober 2006 und erneut 2007 von der US-Umweltschutzorganisation Blacksmith Institute als einer der zehn am stärksten verschmutzten Orte der Welt bezeichnet.

## Verkehr
Der Bahnhof von La Oroya ist Eisenbahnknotenpunkt, in dem die drei Strecken der Ferrocarril Central Andino S.A. zusammentreffen. Dies sind die
- Bahnstrecke Lima–La Oroya, die bis 2005 die höchste normalspurige Eisenbahnstrecke der Welt mit einem Scheitelpunkt bei 4.781 m über dem Meeresspiegel bei La Galera war.
- Bahnstrecke La Oroya–Huancavelica
- Bahnstrecke La Oroya–Cerro de Pasco

Heute werden die Strecken fast ausschließlich im Güterverkehr genutzt. Im Personenverkehr verkehrt saisonal und nur alle zwei Wochen ein Touristenzug zwischen Lima und Huancayo, der dann auch durch La Oroya fährt.
Straßenanbindung besteht nach Lima, der Regionalhauptstadt Huancayo und nach Cerro de Pasco.

## Tourismus
La Oroya beherbergt auch einen der höchsten Kamine Südamerikas.
Das Stadtbild ist stark geprägt von einem einzigen langen Straßenzug mit einfachen Wellblechhütten sowie von Abraumhalden. Auf der Straße ist von La Oroya aus die 4818 Meter hohe Passhöhe Ticlio zu erreichen. In La Oroya liegt auch der höchstgelegene Golfplatz der Welt.